# Référendum de 2020 sur la détermination de l'age légal d'utilisation du cannabis au Montana
Un référendum de 2020 sur la détermination de l'âge légal d'utilisation du cannabis a lieu le 3 novembre 2020 au Montana. La population est amenée à se prononcer sur un amendement constitutionnel d'initiative populaire, dit Montana CI-118, visant à permettre au parlement ou à une initiative populaire d'établir d'un âge minimum légal pour la possession, l'utilisation et l'achat du cannabis, en des termes similaires à ceux de la réglementation sur l'alcool.
L'amendement est approuvé à une large majorité.

## Résultats
| Choix                     | Votes   | %     |
| ------------------------- | ------- | ----- |
| Pour                      | 340 847 | 57,84 |
| Contre                    | 248 442 | 42,16 |
|                           |         |       |
| Votes valides             | 589 289 | 96,28 |
| Votes blancs et invalides | 22 786  | 3,72  |
| Total                     | 612 075 | 100   |
| Abstention                | 140 463 | 18,67 |
| Inscrits / participation  | 752 538 | 81,33 |

| Pour 340 847 (57,84 %) |  |  | Contre 248 442 (42,16 %) |
| ▲                      |  |  |                          |
| Majorité absolue       |  |  |                          |